# Longpigs
Longpigs — британская брит-поп-группа из Шеффилда. Состояла из Криспина Ханта (вокал), Ричарда Хоули (гитара), Саймона Стаффорда (бас-гитара) и Ди Бойла (ударные). Синглы «She Said», «On and On» и дебютный альбом группы имели успех в чартах.

## Дискография

### Студийные альбомы
- The Sun Is Often Out (1996)
- Mobile Home (1999)

### Синглы
- «She Said» — Mother Records, 1995
- «Jesus Christ» — Mother Records, 1995
- «Far» — Mother Records, 1996
- «On and On» — Mother Records, 1996
- «She Said» — Mother Records, 1996
- «Lost Myself» — Mother Records, 1996
- «Blue Skies» — Mother Records, 1999
- «The Frank Sonata» — Mother Records, 1999